# Barok (czasopismo)
Barok – półrocznik naukowy o zasięgu międzynarodowym, w którym publikowane są prace z zakresu polskiej i europejskiej historii kultury (zwłaszcza literatury, sztuki i muzyki) epoki baroku.

## Historia
Pismo powstało w 1994 roku z inicjatywy grupy humanistów z Uniwersytetu Warszawskiego z prof. Januszem Pelcem na czele, który został pierwszym redaktorem naczelnym czasopisma. Pierwszy numer ukazał się w Wydawnictwie Naukowym Semper, kolejne (2-52) w Wydawnictwie Neriton. Począwszy od tomu 27-28 (nr 53-56) wydawcą pisma jest Wydział Polonistyki Uniwersytetu Warszawskiego. Po śmierci Janusza Pelca w 2005 redaktorem naczelnym został prof. Juliusz Chrościcki, a w 2024 - dr hab. Radosław Rusnak. Członkami redakcji są także: Tadeusz Bernatowicz, Robert I. Frost, Joanna Krauze-Karpińska, Mirosław Nagielski, Szymon Paczkowski i Marek Prejs. W skład komitetu redakcyjnego wchodzą m.in. Urszula Augustyniak, Hans-Jürgen Bömelburg, Andrzej Borowski, Barbara Przybyszewska-Jarmińska, Andrzej Rottermund, Rostysław Radyszewski i Alina Żurawska-Witkowska. Oprócz regularnie wydawanych numerów ukazały się numery specjalne w języku włoskim (2005), niemieckim (2006), szwedzkim (2007) i węgierskim (2010).

## Struktura czasopisma
- Stałe działy:
  - Artykuły i rozprawy – prace z zakresu historii kultury epoki baroku.
  - Inedita i problemy ineditów – edycje niepublikowanych tekstów źródłowych z okresu baroku.
  - Omówienia wystaw
  - Omówienia i przeglądy - artykuły
  - Recenzje i noty
  - Kronika UW